# 浏阳县第一次工农兵代表大会旧址
浏阳县第一次工农兵代表大会旧址又名狮子山仙人庙，位于于中国湖南省长沙市浏阳市永和镇狮子山村（原七宝山乡狮子山村）。这个历史遗址建于1888年，面向东方，青瓦覆顶，白色墙面，地面铺设青砖，包含26个房间和10个天井，至今墙面上仍留有“穷人不打穷人，士兵不打士兵！”等大革命时期标语。
1930年4月12日至14日，浏阳县苏维埃第一次工农兵代表大会在永和镇狮子山仙人庙举行，全县22个区，180人参加大会。
1962年，狮子山仙人庙被浏阳县人民政府公布为浏阳县文物保护单位，2010年被长沙市人民政府公布为长沙市文物保护单位。2021年被湖南省人民政府公布为第十一批省级文物保护单位名。